# Saison 1 de Henry Danger
Chronologie
Saison 2
Cet article présente les épisodes de la première saison de la série télévisée américaine Henry Danger diffusée du 26 juillet 2014 au 16 mai 2015 sur Nickelodeon.
En France, la première saison est diffusée du 23 mars 2015 au 24 novembre 2015 sur Nickelodeon France.
Dans les pays francophone (France, Belgique et en Suisse), la première saison est disponible en VOD depuis le 9 octobre 2019 sur la plateforme Netflix.

## Distribution

### Acteurs principaux
- Jace Norman (VFB : Raphaëlle Lubansu puis Gauthier de Fauconval) : Henry Hart / Kid Danger
- Cooper Barnes (VFB : Nicolas Matthys) : Raymond « Ray » Manchester / Captain Man
- Sean Ryan Fox (VFB : Carole Baillien puis  Bruno Borsu) : Jasper Dunlop
- Riele Downs (VFB : Elsa Poisot) : Charlotte Page
- Ella Anderson (VFB : Béatrice Wegnez) : Piper Hart

### Acteurs récurrents
- Duncan Bravo (VFB : Mathieu Moreau) : Gooba Gooch
- Jeffrey Nicholas Brown (VFB : Marc Weiss) : Jake Hart
- Kelly Sullivan (VFB : Maia Baran) : Kris Hart
- Joe Kaprielian (VFB : Thibaut Delmotte) : Sidney
- Matthew Zhang (VFB : Bruno Borsu) : Oliver Pook
- Michael D. Cohen (VF : Peppino Capotondi) : Schwoz Schwartz
- Maeve Tomalty (VFB  Claire Tefnin) : Bianca
- Andrew Caldwell : Mitch Bilsky
- Jill Benjamin : Sharona Shapen

### Invités
- Russell Westbrook : Shawn Corbit
- Nathan Kress : Nathan

## Épisodes

### Épisodes 1 et 2:Le Danger commence
Première partie :
- États-Unis : 26 juillet 2014 sur Nickelodeon
- France : 23 mars 2015 sur Nickelodeon France

Deuxième partie :
- États-Unis : 26 juillet 2014 sur Nickelodeon
- France : 24 mars 2015 sur Nickelodeon France

- États-Unis : 1,94 million de téléspectateurs[2] (première diffusion)

Synopsis :
Henry Hart, 13 ans, décide de postuler pour un emploi après ses cours. Sans le savoir, il fait la rencontre de Captain Man qui n'est autre que le super-héros de la ville de Swellview. Ce dernier décide donc d'embaucher Henry comme acolyte sous l'identité secrète de Kid Danger.
Résumé détaillé :
Henry Hart et ses amis, Charlotte et Jasper, étudient à la maison quand Henry décide de postuler pour un emploi après l'école au "Chiné-Club", un magasin de bazar et autres objets improbables.
Une fois rendu sur place, il rencontre alors le réceptionniste maladroit, Gooch, qui le conduit à l'arrière-boutique. Henry entre dans l'ascenseur de l'arrière-boutique qui le mène au laboratoire souterrain appelé "Man Cave" où il fait la rencontre de Ray, qui n'est autre que Captain Man, le super-héros de la ville de Swellview. Ray propose donc à Henry de devenir son nouvel acolyte, peu après avoir prêté serment de ne jamais révéler sa nouvelle identité secrète.
Ray présente plus tard Gooch comme son annonceur et présente à Henry le Bambin, un méchant qui prévoit d'utiliser un minéral et des couches pour transformer chaque bébé de Swellview en monstres. Il donne à Henry une montre qui émet un bip en cas d'urgence, mais Henry part bientôt pour se préparer pour la fête d'anniversaire de Jasper. Ray, bientôt kidnappé par le Bambin, oblige Henry à manquer la fête de Jasper  pour le sauver. Après son arrivée au repaire du Bambin, il bat ses serviteurs et sauve Ray. Le Bambin active ensuite un biberon qui explose, mais Ray le jette dans sa fosse à balles sans fin ainsi que le Bambin, qui se noie.
A la fin, Henry invite Ray à la fête de Jasper sous l'identité de Captain Man, dont Jasper est un très grand fan, afin pour compenser son absence. Sur place, Captain Man signe des autographes, mais nos deux acolytes partent vite lorsqu'ils reçoivent une nouvelle alerte de mission. C'est le début de l'aventure pour Henry ...

### Épisode 3:Plus de danger, plus de problèmes
- États-Unis : 13 septembre 2014 sur Nickelodeon
- France : 25 mars 2015 sur Nickelodeon France

- États-Unis : 1,57 million de téléspectateurs[3] (première diffusion)

### Épisode 4:Le Secret dévoilé
Charlotte (Riele Downs), très intelligente comme elle est, ne tarde pas bien vite à découvrir le pot aux roses concernant son ami Henry (Jace Norman).

En effet, ce dernier aura tenté tant bien que mal à cacher sa double identité, en vain. À la suite de cela, Ray / Captain Man (Cooper Barnes) est furieux contre Henry et le vire aussitôt de son tout nouveau job de super-héros. Mais lorsque nos deux jeunes amis finissent par arrêter celui que Captain Man cherche depuis longtemps, Ray n'a pas d'autre choix que de ré-embaucher Henry et également Charlotte.
- États-Unis : 20 septembre 2014 sur Nickelodeon
- France : 26 mars 2015 sur Nickelodeon France

- États-Unis : 1,74 million de téléspectateurs[4] (première diffusion)

### Épisode 5:Les Larmes du scarabée joyeux
- États-Unis : 27 septembre 2014 sur Nickelodeon
- France : 27 mars 2015 sur Nickelodeon France

- États-Unis : 1,53 million de téléspectateurs[5] (première diffusion)

### Épisode 6:Le Prof remplaçant
- États-Unis : 4 octobre 2014 sur Nickelodeon
- France : 30 mars 2015 sur Nickelodeon France

- États-Unis : 1,79 million de téléspectateurs[6] (première diffusion)

### Épisode 7:Kid Jasper
- États-Unis : 18 octobre 2014 sur Nickelodeon
- France : 31 mars 2015 sur Nickelodeon France

- États-Unis : 1,62 million de téléspectateurs[7] (première diffusion)

### Épisode 8:Le Caillou de l'espace
- États-Unis : 1er novembre 2014 sur Nickelodeon
- France : 1er avril 2015 sur Nickelodeon France

- États-Unis : 2,19 millions de téléspectateurs[8] (première diffusion)

### Épisode 9:Mauvais Anniversaire
- États-Unis : 8 novembre 2014 sur Nickelodeon
- France : 2 avril 2015 sur Nickelodeon France

- États-Unis : 1,67 million de téléspectateurs[9] (première diffusion)

### Épisode 10:Un Schwoz sinon rien
- États-Unis : 15 novembre 2014 sur Nickelodeon
- France : 3 avril 2015 sur Nickelodeon France

- États-Unis : 2,38 millions de téléspectateurs[10] (première diffusion)

- Invité spécial : Russell Westbrook : Shawn Corbit

### Épisode 11:Henry la bête humaine
- États-Unis : 22 novembre 2014 sur Nickelodeon
- France : 6 avril 2015 sur Nickelodeon France

- États-Unis : 2,03 millions de téléspectateurs[11] (première diffusion)

- Jade Pettyjohn : Chloe

### Épisode 12:Brad l'invisible
- États-Unis : 10 janvier 2015 sur Nickelodeon
- France : 7 avril 2015 sur Nickelodeon France

- États-Unis : 1,82 million de téléspectateurs[12] (première diffusion)

- Jake Farrow : la voix de Brad

### Épisode 13:Alerte au Spoiler
- États-Unis : 24 janvier 2015 sur Nickelodeon
- France : 8 avril 2015 sur Nickelodeon France

- États-Unis : 1,63 million de téléspectateurs[12] (première diffusion)

- Noland Ammon : le spoiler

### Épisode 14:Vol sans effraction
- États-Unis : 31 janvier 2015 sur Nickelodeon
- France : 8 juin 2015 sur Nickelodeon France

- États-Unis : 1,62 million de téléspectateurs[13] (première diffusion)

### Épisode 15:Le supervolcan
- États-Unis : 7 février 2015 sur Nickelodeon
- France : 9 juin 2015 sur Nickelodeon France

- États-Unis : 1,62 million de téléspectateurs[14] (première diffusion)

### Épisode 16:Une Saint-Valentin mouvementée
- États-Unis : 14 février 2015 sur Nickelodeon
- France : 10 juin 2015 sur Nickelodeon France

- États-Unis : 1,84 million de téléspectateurs[15] (première diffusion)

### Épisode 17:Enfermés
- États-Unis : 28 février 2015 sur Nickelodeon
- France : 11 juin 2015 sur Nickelodeon France

- États-Unis : 2,17 millions de téléspectateurs[16] (première diffusion)

### Épisode 18:Le baiser dans l'ascenseur
- États-Unis : 7 mars 2015 sur Nickelodeon
- France : 12 juin 2015 sur Nickelodeon France

- États-Unis : 1,65 million de téléspectateurs[17] (première diffusion)

### Épisode 19:L'homme de la maison
- États-Unis : 14 mars 2015 sur Nickelodeon
- France : 15 juin 2015 sur Nickelodeon France

- États-Unis : 1,76 million de téléspectateurs[18] (première diffusion)

### Épisode 20:Exterminateurs de rêve
- États-Unis : 21 mars 2015 sur Nickelodeon
- France : 16 novembre 2015 sur Nickelodeon France

- États-Unis : 1,38 million de téléspectateurs[18] (première diffusion)

- Baron Jay : Kanye West

### Épisode 21:Privé de sortie
- États-Unis : 4 avril 2015 sur Nickelodeon
- France : 17 novembre 2015 sur Nickelodeon France

- États-Unis : 1,58 million de téléspectateurs[19] (première diffusion)

### Épisode 22:Super zéro
- États-Unis : 11 avril 2015 sur Nickelodeon
- France : 18 novembre 2015 sur Nickelodeon France

- États-Unis : 1,92 million de téléspectateurs[20] (première diffusion)

- Dave Fennoy : la voix de Kid Danger
- Shayne Topp : Dennis

### Épisode 23:Un seau contre un secret
- États-Unis : 18 avril 2015 sur Nickelodeon
- France : 19 novembre 2015 sur Nickelodeon France

- États-Unis : 1,42 million de téléspectateurs[21] (première diffusion)

### Épisodes 24 et 25:La Fille du Gang
Première partie :
- États-Unis : 2 mai 2015 sur Nickelodeon
- France : 20 novembre 2015 sur Nickelodeon France

Deuxième partie :
- États-Unis : 9 mai 2015 sur Nickelodeon
- France : 23 novembre 2015 sur Nickelodeon France

Première partie :
- États-Unis : 1,44 million de téléspectateurs[22] (première diffusion)

Deuxième partie :
- États-Unis : 1,87 million de téléspectateurs[23] (première diffusion)

- Josh Fingerhut : Van Del
- Madison Iseman : Veronika
- Baron Jay : Kanye West

### Épisode 26:La vraie petite amie de Jasper
- États-Unis : 16 mai 2015 sur Nickelodeon
- France : 24 novembre 2015 sur Nickelodeon France

- États-Unis : 1,55 million de téléspectateurs[24] (première diffusion)

- Jada Facer : Courtney Sham